# To Pimp a Butterfly
To Pimp a Butterfly là album phòng thu thứ ba của nghệ sĩ hip hop người Mỹ Kendrick Lamar; album được phát hành ngày 16 tháng 3 năm 2015, bởi Top Dawg Entertainment, Aftermath Entertainment, và phân phối qua Interscope Records.

## Các đĩa đơn
Vào ngày 23 tháng 9 năm 2014, Kendrick Lamar ra mắt "i" thành đĩa đơn đầu tiên dưới định dạng kĩ thuật số. Bài hát nhận được sự khen ngợi từ các nhà phê bình và được xếp hạng trong một số danh sách những bài hát hay nhất của năm. Vào ngày 15 tháng 11 năm 2014, Lamar xuất hiện trong chương trình Saturday Night Live, với vai trò là vị khách mời âm nhạc của chương trình. Anh đã biểu diễn phiên bản mở rộng của "i", phiên bản chỉ có trong album.
Ngày 9 tháng 2 năm 2015, Lamar ra mắt đĩa đơn chính thức thứ hai từ album có tựa đề là "The Blacker the Berry".

## Diễn biến thương mại
Các nguồn tin trong ngành công nghiệp thu âm dự báo album sẽ ta mắt tại vị trí quán quân bảng xếp hạng US Billboard 200 với doanh số đạt hơn 325.000 bản tính đến hết ngày 22 tháng 3 năm 2015. Trong ấn bản phát hành vào ngày 4 tháng 4 năm 2014 của tạp chí Billboard, To Pimp a Butterfly ra mắt tại vị trí quán quân bảng xếp hạng Billboard 200 với tổng doanh số đạt 363.000 bản (324.000 bản là album truyền thống, chiếm 89% tổng doanh số) và trở thành album có doanh số trong tuần đầu phát hành lớn thứ hai năm 2015 (chỉ xếp sau album If You're Reading This It's Too Late của Drake). Mặc dù được phát hành vào giữa tuần khi các công ty đang theo dõi doanh số, album cũng ra mắt tại vị trí quán quân trên bảng xếp hạng của New Zealand và của Úc.
Tuần thứ hai trên bảng xếp hạng, To Pimp a Butterfly tiếp tục giữ ngôi quán quân Billboard 200 với tổng số 123.000 bản (107.000 bản là album truyền thống) bán được tính đến hết ngày 29 tháng 3 năm 2015; qua đó trở thành album đầu tiên giữ ngôi quán quân bảng xếp hạng 2 tuần liên tiếp kể từ sau khi album 1989 đứng đầu bảng xếp hạng 3 tuần liên tiếp vào tháng 11 năm 2014. Tuần thứ ba, album tụt xuống vị trí #4 với doanh số đạt 65.000 bản.

## Đánh giá chuyên môn
| Đánh giá chuyên môn | Đánh giá chuyên môn |
| Điểm trung bình     | Điểm trung bình     |
| Nguồn               | Đánh giá            |
| ------------------- | ------------------- |
| Metacritic          | 96/100              |
| Nguồn đánh giá      |                     |
| Nguồn               | Đánh giá            |
| AllMusic            | [ 14 ]              |
| The A.V. Club       | A                   |
| Billboard           | [ 16 ]              |
| Chicago Tribune     | [ 17 ]              |
| HipHopDX            | 10/10               |
| Pitchfork           | 10/10               |
| PopMatters          | [ 20 ]              |
| Rolling Stone       | [ 21 ]              |
| Spin                | 10/10               |
| USA Today           | [ 23 ]              |

Sau khi phát hành, To Pimp a Butterfly nhận được những lời tán dương từ các nhà phê bình âm nhạc. Trên Metacritic, trang đánh giá âm nhạc với thang điểm 100 dựa trên các nhận xét từ các nhà phê bình âm nhạc, album nhận được điểm số 96, với nhận xét "được ca ngợi nhiệt liệt", dựa theo 35 bài đánh giá. Tính đến ngày 20 tháng 2 năm 2015, To Pimp a Butterfly đã trở thành album có điểm số cao nhất năm 2015 của Metacritic ở cả hai mục điểm metascore và điểm đánh giá của người dùng. Thêm vào đó, điểm 96 đã giúp album vượt qua album Stankonia của OutKast (95/100) để trở thành album nhạc rap có điểm đánh giá cao nhất của trang web và đứng thứ tư trong danh sách các album đạt điểm cao nhất ở tất cả các thể loại âm nhạc.

## Danh sách bài hát
| STT              | Nhan đề                                                                | Sáng tác | Sản xuất                                                        | Thời lượng |
| ---------------- | ---------------------------------------------------------------------- | --- | --------------------------------------------------------------- | ---------- |
| 1.               | "Wesley's Theory" (hợp tác với George Clinton & Thundercat)            | Kendrick Duckworth, George Clinton, Steven Ellison, Ronald Colson, Stephen Bruner, Boris Gardiner                                   | Flying Lotus Ronald "Flippa" Colson Sounwave [a] Thundercat [a] | 4:47       |
| 2.               | "For Free? (Interlude)"                                                | Duckworth, Terrace Martin, R. McKinney                                                                                              | Martin                                                          | 2:10       |
| 3.               | "King Kunta"                                                           | Duckworth, Bruner, Johnny Burns, Michael Jackson, Ahmad Lewis, Stefan Gordy                                                         | Sounwave Martin [a]                                             | 3:54       |
| 4.               | "Institutionalized" (hợp tác với Bilal, Anna Wise & Snoop Dogg)        | Duckworth, Columbus Smith, Fredrik Halldin, Sam Barsh                                                                               | Rahki Tommy Black                                               | 4:31       |
| 5.               | "These Walls" (hợp tác với Bilal, Anna Wise & Thundercat)              | Duckworth, Martin, Larrance Dopson, James Fauntleroy, McKinney                                                                      | Martin Dopson Sounwave [a]                                      | 5:00       |
| 6.               | "u"                                                                    | Duckworth, Taz Arnold, Michael Brown                                                                                                | Arnold Whoarei Sounwave [a]                                     | 4:28       |
| 7.               | "Alright"                                                              | Duckworth, Pharrell Williams, Mark Spears                                                                                           | Williams Sounwave                                               | 3:39       |
| 8.               | "For Sale? (Interlude)"                                                | Duckworth, Arnold | Arnold Sounwave [a] Martin [a]                                  | 4:51       |
| 9.               | "Momma"                                                                | Duckworth, Glen Boothe, Arnold, Sylvester Stewart, Lalah Hathaway, Rahsaan Patterson, Rex Rideout                                   | Knxwledge Arnold                                                | 4:43       |
| 10.              | "Hood Politics"                                                        | Duckworth, Donte Perkins, Spears, Bruner, Sufjan Stevens                                                                            | Tae Beast Sounwave Thundercat                                   | 4:52       |
| 11.              | "How Much a Dollar Cost" (hợp tác với James Fauntleroy & Ronald Isley) | Duckworth, Martin, Josef Leimberg, McKinney, Fauntleroy, Ronald Isley                                                               | LoveDragon                                                      | 4:21       |
| 12.              | "Complexion (A Zulu Love)" (hợp tác với Rapsody)                       | Duckworth, Bruner, Spears, Marlanna Evans                                                                                           | Thundercat Sounwave Martin [a] Antydote [a]                     | 4:23       |
| 13.              | "The Blacker the Berry"                                                | Duckworth, Matthew Samuels, Stephen "KOZ" Kozmeniuk, K. Lewis, Brent Kolatalo, Jefferey Campbell, Alexander Izquierdo, Zale Epstein | Boi-1da KOZ Martin [a] Katalyst [b]                             | 5:28       |
| 14.              | "You Ain't Gotta Lie (Momma Said)"                                     | Duckworth, Martin, McKinney, Leimberg, Spears                                                                                       | LoveDragon                                                      | 4:01       |
| 15.              | "𝖎"                                                                    | Duckworth, Columbus Smith, Ronald Isley, O'Kelly Isley, Ernie Isley, Marvin Isley, Rudolph Isley, Christopher Jasper                | Rahki                                                           | 5:36       |
| 16.              | "Mortal Man"                                                           | Duckworth, Spears, Bruner, Fela Anikulapo                                                                                           | Sounwave                                                        | 12:07      |
| Tổng thời lượng: | Tổng thời lượng:                                                       | Tổng thời lượng: | Tổng thời lượng:                                                | 78:51      |

Ghi chú
- ^a  nhà sản xuất phụ.
- ^b  programmer phụ.